# Sebastian Strózik
Sebastian Strózik (Opole, 15 maggio 1999) è un calciatore polacco, attaccante dello Stal Stalowa Wola in prestito dal Wisła Płock.

## Caratteristiche tecniche
È un centravanti.

## Carriera
Cresciuto nel settore giovanile del KS Cracovia, ha esordito in prima squadra il 4 dicembre 2017 disputando l'incontro di Ekstraklasa pareggiato 2-2 contro il Korona Kielce.
Nel 2024 è stato prestato dal Wisła Płock allo Stal Stalowa Wola.

## Statistiche
Statistiche aggiornate al 18 agosto 2019.

### Presenze e reti nei club
| Stagione        | Squadra         | Campionato      | Campionato | Campionato | Coppe nazionali | Coppe nazionali | Coppe nazionali | Coppe continentali | Coppe continentali | Coppe continentali | Altre coppe | Altre coppe | Altre coppe | Totale | Totale | Totale |
| Stagione        | Squadra         | Comp            | Pres       | Reti       | Comp            | Pres            | Reti            | Comp               | Pres               | Reti               | Comp        | Pres        | Reti        | Pres   | Reti   |        |
| --------------- | --------------- | --------------- | ---------- | ---------- | --------------- | --------------- | --------------- | ------------------ | ------------------ | ------------------ | ----------- | ----------- | ----------- | ------ | ------ | ------ |
| 2017-2018       | KS Cracovia     | EK              | 6          | 0          | CP              | 0               | 0               |                    | -                  | -                  |             | -           | -           | 6      | 0      |        |
| 2018-2019       | KS Cracovia     | EK              | 20         | 1          | CP              | 1               | 0               |                    | -                  | -                  |             | -           | -           | 21     | 1      |        |
| 2019-2020       | KS Cracovia     | EK              | 2          | 0          | CP              | 1               | 0               | UEL                | 0                  | 0                  |             | -           | -           | 3      | 0      |        |
| Totale carriera | Totale carriera | Totale carriera | 28         | 1          |                 | 2               | 0               |                    | 0                  | 0                  |             | -           | -           | 30     | 1      |        |

## Palmarès

### Club

#### Competizioni nazionali
- Coppa di Polonia: 1

KS Cracovia: 2019-2020